# Laterallus ruber
Laterallus ruber là một loài chim trong họ Rallidae.